# 과거사 진상 규명법
과거사 진상 규명법은 과거의 왜곡되거나 은폐되었던 역사를 밝히고자 열린우리당에 의해 추진되었던 4대 쟁점법안 중의 하나이다. 
과거사 진상 규명법의 대상이 되는 과거사는 구체적으로 일제강점기 강제 동원 및 폭력 실태·피해, 항일 독립항쟁, 한국전쟁 전후의 불법적 희생 사건, 광복 후 국가 공권력에 말미암은 사망·상해·실종 의심 사건을 말한다.